# Igreja Bom Jesus
A Igreja Bom Jesus, também conhecida como Matriz Senhor Bom Jesus do Triunfo, é um templo católico histórico de Triunfo, no Rio Grande do Sul, situada no centro histórico da cidade. O prédio e seu acervo tiveram seu tombamento indeferidos pelo Instituto do Patrimônio Histórico e Artístico Nacional em 2018.
A igreja é um dos marcos arquitetônicos de Triunfo, e a data de sua fundação, 1754, é também tomada como a data oficial da fundação da cidade. A paróquia foi instalada em 1756, sendo a terceira mais antiga do estado. Seu primeiro pároco foi o venerável Tomás Clarque, nascido em Portugal em 1700 e falecido em Triunfo em 1779. Atendeu a paróquia desde sua instalação até falecer, estando sepultado na Matriz. Era tio de Tomás Antônio Gonzaga.
Segundo Athos Damasceno, o autor do risco da igreja foi José Custódio de Sá e Faria. O padre Clarque deu início às obras em 1754 e concluiu a capela-mor e parte da nave, com cobertura provisória de palha. Em 1765 a nave e a torre esquerda ficaram prontas. No fim do século a primeira edificação já estava arruinada, e o pároco João de Almeida Pereira incentivou a comunidade para reconstruir a igreja. Em 1815, na visita do bispo do Rio de Janeiro, Dom José Caetano da Silva Coutinho, a nave estava concluída e já tinha três altares, mas ao que parece as torres não estavam prontas, pois segundo o relato os sinos estavam içados sobre traves de madeira. A torre direita só foi concluída em 1872.
Construída originalmente em estilo barroco, sofreu várias intervenções e modificações ao longo dos anos, compondo atualmente um conjunto eclético. Em 1918 foi realizada reforma, e os altares originais foram substituídos. Entre aquele ano e 1954 aconteceram mais duas reformas substanciais, com alterações nas aberturas, acréscimo de decorações nas torres e apagamento de inscrições. Apesar dessas modificações, o conjunto ainda guarda vários elementos originais, e seu próprio hibridismo é um bom testemunho da evolução dos estilos históricos na região.

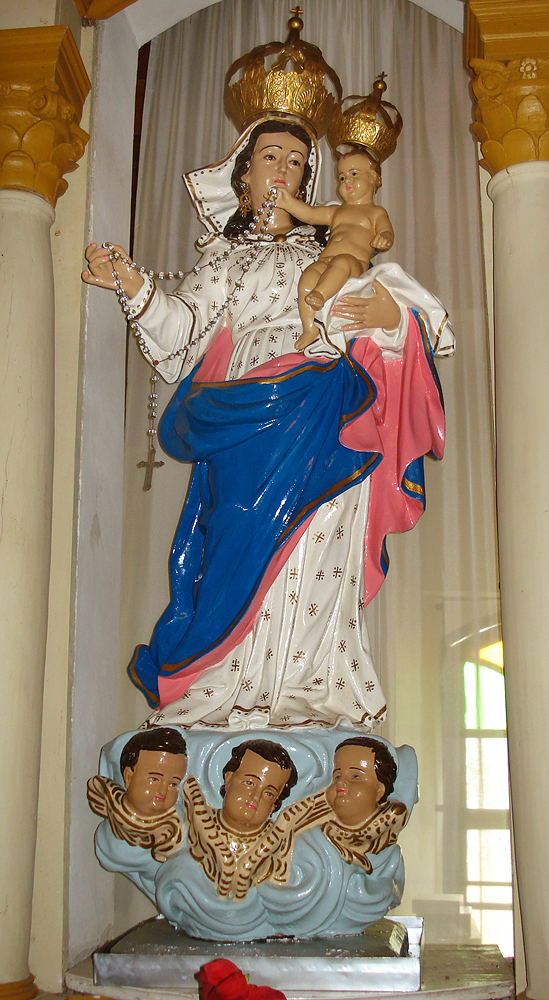
Nossa Senhora do Rosário

A fachada da igreja se eleva sobre um adro com uma escadaria curta. A igreja tem um corpo central e dois campanários laterais. No corpo central se abre a porta única, com um frontispício que se resume em duas volutas a sustentarem um óculo redondo ocluso por um vitral estrelado, acima do qual está inscrita a data de construção. Como culminação deste bloco há um frontão triangular arrematado por uma cornija simples e um acrotério central em forma de pequeno florão, com uma cruz de ferro vazado.
As torres são quadradas e volumosas, com pilastras em destaque. Suas faces no primeiro nível são ocupadas por um retângulo cego com moldura em relevo, ligado às pilastras por pares de pequenos relevos retos. O segundo nível é diferenciado por uma cornija na base, continuando a do frontão, e em vez dos retângulos cegos se abrem arcos vazados para os sinos. No topo, um coruchéu em bulbo com perfil em S e pinhas nos quatro cantos, sobre um friso geométrico e uma cornija saliente, com uma cruz coroando o conjunto.
A entrada ao interior, de nave única, se dá sob um coro de madeira com aplicações em relevo, sustentado por duas coluninhas decoradas de corte quadrado. À esquerda se abre uma capela para o Senhor Morto e a Mater Dolorosa, com estatuária do início do século XX. À direita, uma pia batismal em pedra entalhada com uma inscrição em latim, e uma pia menor para a água benta, em linha semelhante, de origem portuguesa. No corredor central, entre as duas séries de bancadas em madeira, o piso é revestido de ladrilhos com desenho geométrico, enquanto que sob as bancadas não possuem decoração. O forro é de madeira aparente em duas águas, mas com vértice truncado.
Em seguida se abrem portas com moldura em madeira para uma capelinha-confessionário à esquerda, e para uma área de circulação à direita. Adiante, na parede esquerda, está uma tribuna em madeira, de decoração semelhante ao coro, e à direita uma capela moderna em estilo de gruta, escavada na grossa parede do templo, com imagens de Nossa Senhora de Lourdes e da vidente Bernadette.

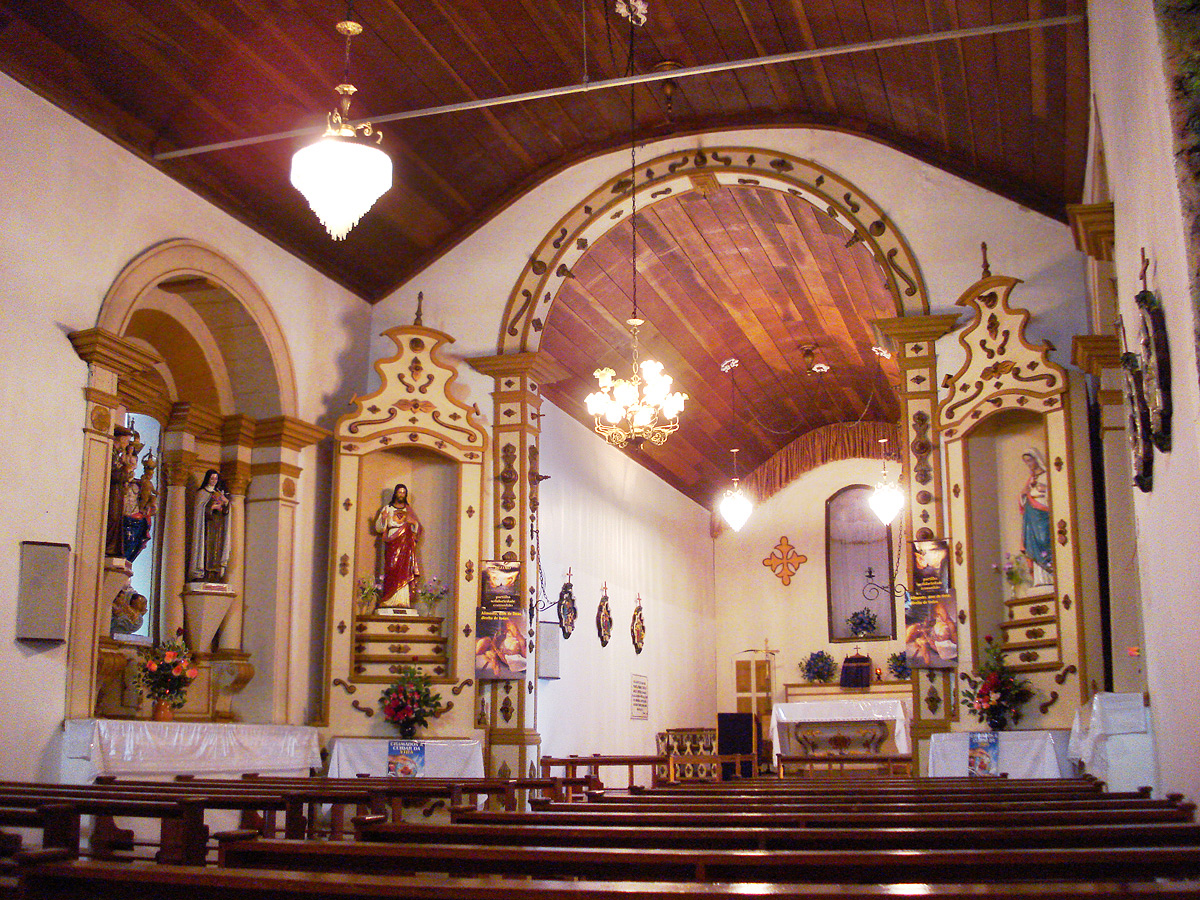
Interior

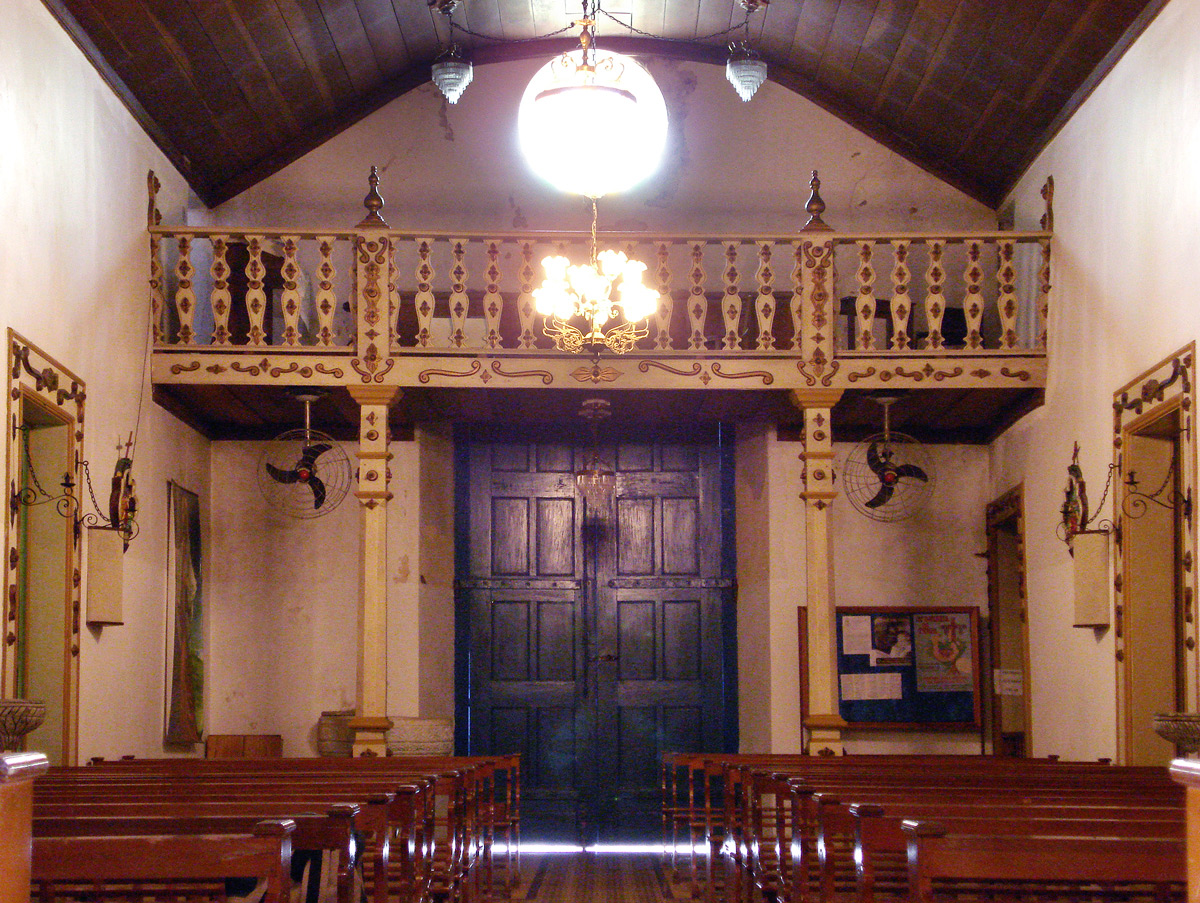
Vista do coro à entrada

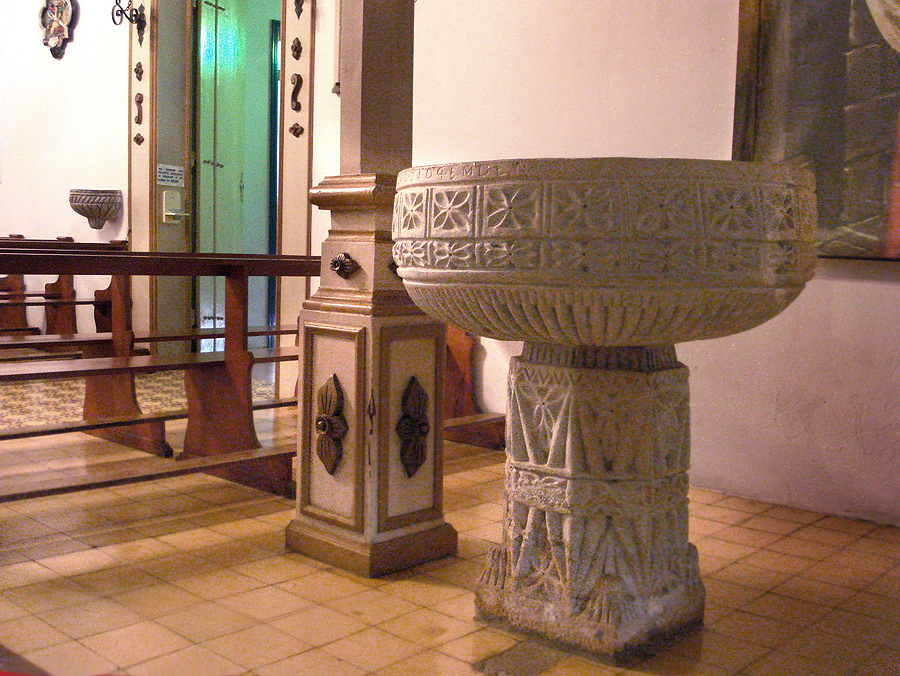
A pia batismal

Mais à frente, à esquerda, um altar para Nossa Senhora do Rosário, Santo Antônio de Pádua e Santa Teresinha, uma construção em arcos redondos concêntricos com colunas de capitel compósito e peanhas para as estátuas. A imagem de Nossa Senhora do Rosário é de grande valor, uma obra de talha barroca, restaurada recentemente por artesão inábil, que a repintou inteira, desfigurando seu aspecto original. Ao lado deste altar se ergue um estreito altar pegado ao arco do cruzeiro, com um frontão em volutas sucessivas e um pedestal em escada para uma imagem moderna do Sagrado Coração de Jesus.
Na parede oposta, depois da grutinha, um altar semelhante ao do Rosário abriga imagens de São Cristóvão e Santa Ana, recentes, ladeando um esplendor para a pomba do Espírito Santo rodeada de cabeças de querubins, sobre um pedestal rococó de refinada execução, mas também repintado. Ao seu lado um outro altar junto ao cruzeiro, idêntico ao de Jesus, mas com uma estátua do Sagrado Coração de Maria, obra moderna. Ao longo das paredes, no intervalos dos altares laterais, há uma série quadrinhos em relevo representativos da Via Crucis.
O arco do cruzeiro, decorado, delimita a capela-mor, mais estreita, onde existe uma tribuna à direita, a mesa de celebração rococó ao centro, e um nicho para o padroeiro, o Bom Jesus, uma esplêndida imagem barroca, representando Jesus flagelado, com uma coroa de prata. Também na capela-mor estão os túmulos, encravados nas paredes laterais, do padre Tomás Clarque e de Jerônimo de Ornelas, um dos primeiros colonizadores do Rio Grande do Sul e fundador de Porto Alegre.
Toda a decoração interna em madeira do templo é bastante simples e de sabor nitidamente popular. A técnica empregada não é do entalhe, mas são aplicações de peças entalhadas, como diminutos florões, torneados e volutas, sobre uma base de pranchas lisas, com entalhe verdadeiro se resumindo aos capitéis e aos recortes no perfil de alguns elementos, como o gradil do coro e os frontões dos altares do cruzeiro.
A Igreja Bom Jesus foi tombada como patrimônio histórico pela câmara de vereadores de Triunfo no ano de 2010, e está sendo  feito um projeto de restauração de toda a sua estrutura, bastante desgastada pela umidade, infiltrações no telhado e por vandalismo.